# Wladimir Iossifowitsch Jamatow
Wladimir Iossifowitsch Jamatow, vor der Taufe 1858 Massudo Koossai und  Tazibana-no Koossai, (russisch Владимир Иосифович Яматов; * 1820 in Japan; † 31. Maijul. / 12. Juni 1885greg. ebenda) war ein japanisch-russischer Japanologe.

## Leben
Im Dezember 1854 sank die Fregatte Diana der Mission Jewfimi Wassiljewitsch Putjatins infolge eines Erdbebens im Hafen von Shimoda. Die russische Mannschaft schlug in der Nähe ihr Lager auf. Dort kam Koossai zu dem russischen Dolmetscher Iossif Antonowitsch Goschkewitsch, der seine Kenntnis der japanischen Sprache verbessern wollte. Die japanische Regierung vermutete, dass Koossai dem Russen Informationen über Japan lieferte, und beschloss gemäß einem Gesetz von 1637 seine Hinrichtung. Goschkewitsch schmuggelte darauf Koossai in einer Kiste auf die russische Brigg Greta, auf der er mit ihm im Juli 1855 Japan verließ. In Hongkong geriet Goschkewitsch aufgrund des noch andauernden Krimkrieges in britische Gefangenschaft. In der Gefangenschaft erstellte Goschkewitsch mit Hilfe Koossais das erste Japanisch-Russisch-Wörterbuch. Nach dem Ende des Krimkrieges kam Goschkewitsch mit Koossai 1856 nach St. Petersburg.
In St. Petersburg wurde Koossai im Asien-Departement des Außenministeriums angestellt, wo er dann als Dolmetscher arbeitete. 1857 wurde das Japanisch-Russisch-Wörterbuch gedruckt, 1858 ließ er sich taufen mit Goschkewitsch als Taufvater. Seinen Familiennamen wählte er im Hinblick auf das alte Reich Yamato. 1870 wies Wassili Pawlowitsch Wassiljew auf die Notwendigkeit des Japanischunterrichts an der chinesisch-mongolischen Fakultät für Sprachen des Ostens der Universität St. Petersburg hin, wie er schon in Paris und Wien eingeführt worden war. Darauf begann Jamatow an der Universität St. Petersburg seinen Japanischkurs ohne Entgelt. 1872 betreute er die Iwakura-Mission.
1874 kehrte Jamatow nach Japan zurück.